# Campionati africani di atletica leggera 1998
I Campionati africani di atletica leggera 1998 sono stati l'11ª edizione dei Campionati africani di atletica leggera. La manifestazione si è svolta dal 18 al 22 agosto presso lo Stadio Léopold Sédar Senghor di Dakar, in Senegal.

## Medagliati

### Uomini
| Specialità | Oro                 | Prestazione | Argento                | Prestazione | Bronzo                | Prestazione |
| Corse piane |                     |             |                        |             |                       |             |
| 100 m | Seun Ogunkoya       | 9"94        | Frank Fredericks       | 9"97        | Leonard Myles-Mills   | 10"10       |
| 200 m | Frank Fredericks    | 19"99       | Sunday Emmanuel        | 20"45       | Oumar Loum            | 20"59       |
| 400 m | Clement Chukwu      | 44"65       | Davis Kamoga           | 44"79       | Ibrahima Wade         | 45"05       |
| 800 m | Japheth Kimutai     | 1'45"82     | Patrick Ndururi        | 1'45"85     | Djabir Saïd-Guerni    | 1'46"31     |
| 1 500 m | Laban Rotich        | 3'45"03     | Adil Kaouch            | 3'47"34     | Ali Saïdi-Sief        | 3'47"89     |
| 3 000 m | Tom Nyariki         | 8'03"75     | Brahim Lahlafi         | 8'05"00     | Fita Bayisa           | 8'05"16     |
| 5 000 m | Daniel Komen        | 13'35"70    | Hailu Mekonnen         | 13'38"19    | William Kalya         | 13'39"17    |
| Corse a ostacoli |                     |             |                        |             |                       |             |
| 110 hs | Shaun Bownes        | 13"72       | William Erese          | 13"92       | Doudou Félou Sow      | 14"57       |
| 400 hs | Samuel Matete       | 48"58       | Ken Harnden            | 49"39       | Ibou Faye             | 49"59       |
| 3 000 siepi | Bernard Barmasai    | 8'11"74     | Richard Limo           | 8'20"67     | Brahim Boulami        | 8'29"52     |
| Prove su strada |                     |             |                        |             |                       |             |
| Marcia 20 km | Hatem Ghoula        | 1h31'28"    | Moussa Aouanouk        | 1h32'18"    | Getachew Demisse      | 1h34'19"    |
| Salti |                     |             |                        |             |                       |             |
| Salto in alto | Abderrahmane Hammad | 2,21 m      | Khemraj Naiko          | 2,18 m      | Gavin Lendis          | 2,15 m      |
| Salto con l'asta | Okkert Brits        | 5,40 m      | Kersley Gardenne       | 5,20 m      | Mohamed Bédoui        | 4,80 m      |
| Salto in lungo | Hatem Mersal        | 8,13 m      | Anis Gallali           | 8,01 m      | Mark Anthony Awere    | 7,77 m      |
| Salto triplo | Andrew Owusu        | 17,23 m     | Ndabazinhle Mdhlongwa  | 17,19 m     | Oluyemi Sule          | 16,37 m     |
| Lanci |                     |             |                        |             |                       |             |
| Getto del peso | Burger Lambrechts   | 19,78 m     | Dhia Kamel Ahmed       | 17,61 m     | Quentin Soné Ehawa    | 15,51 m     |
| Lancio del disco | Frantz Kruger       | 62,17 m     | Frits Potgieter        | 60,50 m     | Mickaël Conjungo      | 57,52 m     |
| Lancio del giavellotto | Marius Corbett      | 79,82 m     | Khaled Es Sayed Yassin | 72,84 m     | Bouna Diop            | 72,66 m     |
| Lancio del martello | Chris Harmse        | 72,11 m     | Hakim Toumi            | 69,36 m     | Samir Haouam          | 68,79 m     |
| Prove multiple |                     |             |                        |             |                       |             |
| Decathlon | Rédouane Youcef     | 7 352 p.    | Mohamed Benyahia       | 7 093 p.    | Issam Abdelatif Saber | 6 420 p.    |
| Staffette |                     |             |                        |             |                       |             |
| Staffetta 4×100 m | Costa d'Avorio      | 38"76       | Nigeria                | 38"88       | Camerun               | 39"61       |
| Staffetta 4×400 m | Senegal             | 3'04"20     | Zimbabwe               | 3'04"47     | Nigeria               | 3'05"18     |
| record mondiale; record mondiale stagionale; record africano; record dei campionati; record nazionale; record personale; record personale stagionale. |                     |             |                        |             |                       |             |

### Donne
| Specialità | Oro                     | Prestazione | Argento                | Prestazione | Bronzo                 | Prestazione |
| Corse piane |                         |             |                        |             |                        |             |
| 100 m | Mary Onyali             | 11"05       | Endurance Ojokolo      | 11"08       | Rose Aboaje            | 11"31       |
| 200 m | Mary Onyali             | 22"22       | Rose Aboaje            | 22"83       | Heide Seyerling        | 22"89       |
| 400 m | Falilat Ogunkoya        | 50"07       | Charity Opara          | 50"13       | Ony Paule Ratsimbazafy | 52"11       |
| 800 m | Maria Mutola            | 1'57"95     | Hasna Benhassi         | 2'01"24     | Julia Sakara           | 2'01"55     |
| 1 500 m | Jackline Maranga        | 4'11"75     | Julia Sakara           | 4'13"64     | Bouchra Ghezielle      | 4'17"83     |
| 3 000 m | Zahra Ouaziz            | 8'53"75     | Genet Gebregiorgis     | 9'13"47     | Yemenashu Taye         | 9'13"59     |
| 5 000 m | Berhane Adere           | 15'54"31    | Sally Barsosio         | 15'59"12    | Merima Denboba         | 16'11"16    |
| Corse a ostacoli |                         |             |                        |             |                        |             |
| 100 hs | Glory Alozie            | 12"77       | Mame Tacko Diouf       | 13"08       | Corien Botha           | 13"25       |
| 400 hs | Nezha Bidouane          | 54"24       | Mame Tacko Diouf       | 55"06       | Saidat Onanuga         | 56"84       |
| Prove su strada |                         |             |                        |             |                        |             |
| Marcia 5 000 m | Nagwa Ibrahim Saleh Ali | 24'28"42    | Dounia Kara            | 25'17"17    | Anne-Hortense Ebéna    | 25'33"11    |
| Salti |                         |             |                        |             |                        |             |
| Salto in alto | Hestrie Storbeck        | 1,92 m      | Irène Tiendrébéogo     | 1,84 m      | Nkechinyere Mbaoma     | 1,75 m      |
| Salto in lungo | Chioma Ajunwa           | 6,78 m      | Chinedu Odozor         | 6,45 m      | Baya Rahouli           | 6,36 m      |
| Salto triplo | Baya Rahouli            | 13,96 m     | Françoise Mbango Etone | 13,80 m     | Kéné Ndoye             | 13,30 m     |
| Lanci |                         |             |                        |             |                        |             |
| Getto del peso | Veronica Abrahamse      | 15,07 m     | Amel Ben Khaled        | 14,83 m     | Hanan Ahmed Khaled     | 14,68 m     |
| Lancio del disco | Elizna Naudé            | 50,28 m     | Caroline Fournier      | 50,28 m     | Hanan Ahmed Khaled     | 42,82 m     |
| Lancio del giavellotto | Lindy Leveau            | 47,56 m     | Bernadette Ravina      | 46,79 m     | Monique Djikada        | 45,61 m     |
| Lancio del martello | Caroline Fournier       | 54,29 m     | Marwa Hussein          | 47,55 m     | Djida Yalloulène       | 47,43 m     |
| Prove multiple |                         |             |                        |             |                        |             |
| Eptathlon | Patience Itanyi         | 5 376 p.    | Mary Dolly Zé Oyono    | 5 211 p.    | Paulette Mendy         | 4 716 p.    |
| Staffette |                         |             |                        |             |                        |             |
| Staffetta 4×100 m | Nigeria                 | 43"75       | Madagascar             | 43"78       | Ghana                  | 43"89       |
| Staffetta 4×400 m | Nigeria                 | 3'31"07     | Senegal                | 3'31"07     | Camerun                | 3'33"85     |
| record mondiale; record mondiale stagionale; record africano; record dei campionati; record nazionale; record personale; record personale stagionale. |                         |             |                        |             |                        |             |

## Medagliere
| Posizione | Paese              | Oro | Argento | Bronzo | Totale |
| --------- | ------------------ | --- | ------- | ------ | ------ |
| 1         | Nigeria            | 10  | 7       | 5      | 22     |
| 2         | Sudafrica          | 9   | 1       | 3      | 13     |
| 3         | Kenya              | 6   | 3       | 1      | 10     |
| 4         | Algeria            | 3   | 4       | 5      | 12     |
| 5         | Egitto             | 2   | 3       | 3      | 8      |
| 6         | Marocco            | 2   | 3       | 2      | 7      |
| 7         | Mauritius          | 1   | 4       | 0      | 5      |
| 8         | Senegal            | 1   | 3       | 7      | 11     |
| 9         | Etiopia            | 1   | 2       | 4      | 7      |
| 10        | Tunisia            | 1   | 2       | 1      | 4      |
| 11        | Namibia            | 1   | 1       | 0      | 2      |
| 12        | Ghana              | 1   | 0       | 3      | 4      |
| 13        | Costa d'Avorio     | 1   | 0       | 0      | 1      |
| 13        | Mozambico          | 1   | 0       | 0      | 1      |
| 13        | Seychelles         | 1   | 0       | 0      | 1      |
| 13        | Zambia             | 1   | 0       | 0      | 1      |
| 17        | Zimbabwe           | 0   | 4       | 1      | 5      |
| 18        | Camerun            | 0   | 2       | 5      | 7      |
| 19        | Madagascar         | 0   | 1       | 1      | 2      |
| 20        | Burkina Faso       | 0   | 1       | 0      | 1      |
| 20        | Uganda             | 0   | 1       | 0      | 1      |
| 22        | Rep. Centrafricana | 0   | 0       | 1      | 1      |
| Totale    | Totale             | 42  | 42      | 42     | 126    |